# Cricotopus tamadigitatus
Cricotopus tamadigitatus är en tvåvingeart som beskrevs av Sasa 1981. Cricotopus tamadigitatus ingår i släktet Cricotopus och familjen fjädermyggor. Inga underarter finns listade i Catalogue of Life.